# 菲爾斯河 (巴登-符騰堡州)
48°42′23″N 9°25′13″E / 48.70639°N 9.42028°E
菲爾斯河（德語：Fils，發音：[fɪls] ⓘ）是德國的河流，位於巴登－符騰堡州，屬於內卡河的右支流，河道全長63公里，發源自施瓦本山，流經施泰格附近盖斯林根和格平根，河口處在普洛兴根。